# Старк (окръг, Охайо)
Вижте пояснителната страница за други значения на Старк.
Окръг Старк (на английски: Stark County) е окръг в щата Охайо, Съединени американски щати. Площта му е 1505 km², а населението - 378 098 души (2000). Административен център е град Кантън.